# Distretto di Teramo
Il distretto di Teramo fu una delle suddivisioni amministrative del Regno delle Due Sicilie, subordinata alla provincia di Abruzzo Ulteriore Primo, soppressa nel 1860.

## Istituzione e soppressione
Fu costituito nel con la legge 132 del 1806 Sulla divisione ed amministrazione delle province del Regno, varata l'8 agosto di quell'anno da Giuseppe Bonaparte. Con l'occupazione garibaldina e annessione al Regno di Sardegna del 1860 l'ente fu soppresso.

## Suddivisione in circondari
Il distretto era suddiviso in successivi livelli amministrativi gerarchicamente dipendenti dal precedente. Al livello immediatamente successivo, infatti, individuiamo i circondari, che, a loro volta, erano costituiti dai comuni, l'unità di base della struttura politico-amministrativa dello Stato moderno. A questi ultimi potevano far capo le ville, centri a carattere prevalentemente rurale. I circondari del distretto di Teramo ammontavano a dieci ed erano i seguenti:
- Circondario di Teramo:
Teramo (con le ville di Butteri, Cannelli, Caprafico, Castagneto, Cavuccio, Cerreto, Chiareto, Collatterrato a basso, Collatterrato ad alto, Colle, Collecchio, Collecerano, Colleminuccio, Forcella, Frondarola, Galiotti, Galliano, Garrano a Basso, Garrano ad Alto, Gesso, Magnanella, Marini, Miano, Monticello, Nepezzano, Pantaneto, Poggio Cono, Poggio San Vittorino, Ponzano, Putignano, Rapino, Ripa, Rucciano, Rupo, San Pietro ad Lacum, Sant'Atto, Sant'Egidio, Sant'Eleuterio, Sardinaro, Schiavoni, Scisciano, Secciola, Selgiavoni o Case Basse, Sorrenti, Spiano, Torre, Torri, Torri, Turri, Valle Cagnana, Varano ad Alto, Varano al Basso, Viola), Canzano (con le ville di Poggio Canzano, Valle Canzano), Torricella Romana (con le ville di Antonimuccio, Casanova, Case Clemente, Case Manare, Case Marcozze, Case Tarasche, Colle, Collesansonesco, Costumi, Ioanella, Morricone, Pastignano, Piano Grande, Popolo, Pronetto, San Giovanni a Scorzone, Santa Chiara, Tizzano, Tofo, Torre, Torricella Scarpone, Torricella Sicura),
- Circondario di Atri:
Atri (con le ville di Azzinano, Casoli, Colle Luccio, Collesarrano, Comignano, Conicella, Fontanelle, Medoro, Paterno, Santa Giusta, Villa Cavaticchi, Villa San Giacomo, Villa Santa Margherita), Cellino (con le ville di Artemisio, Comignano, Faieto, Montecalvo, Paiati, San Martino, Scorrano, Telesio, Variche), Castilenti (con le ville di San Romualdo, Villa San Romualdo), Montesecco (con la villa di Bozza), Mutignano, Silvi (con le ville di San Silvestro, Villa San Silvestro)
- Circondario di Notaresco:
Notaresco (con le ville di Grasciano, Guardia o Vomano), Castellalto (con le ville di Castelbasso, Guzzano Inferiore, Guzzano Superiore, Montepietro, San Cipriano, Santa Lucia, Villa San Cipriano), Montepagano (con le ville di Casale, Cologna, Villa Casale), Morro
- Circondario di Giulianuova:
Giulianuova, Mosciano (con le ville di Collepietro, Montone, Ripattoni, San Mauro), Tortoreto
- Circondario di Nereto:
Nereto, Colonnella (con la villa di Martin Sicuro), Controguerra, Corropoli (con le ville di Gabiano), Sant'Omero (con le ville di Case Alte, Garrufo, Poggio Morello), Torano (con le ville di Petrucci, Torri)
- Circondario di Civitella del Tronto:
Civitella del Tronto (con le ville di Borrano, Casenovere, Cerquito, Chiavarnotti, Colle Bigliano, Collevirtù, Cornacchiano, Favale, Fucignano, Gabiano, Lempa, Lucignano, Mucciano, Olivieri, Pagliariccio, Palazzesi, Passo, Piano, Ponzano, Ripa, Risticcio, Rocca San Nicola, Rocca Santa Felicità, Sant'Andrea, Valle Sant'Angelo, Villa Formicone, Villa Volpone), Sant'Egidio (con le ville di Faraone, Villamattoni)
- Circondario di Campli:
Campli (con le ville di Battaglia, Boceto, Camera, Campiglio, Campovalano, Castelnovo, Cesenà, Coccioli, Cognoli, Collicelli, Cuccioli, Cugnoli, Fichieri, Floriano, Garrufo, Guazzano, Gugliano, Marrocchi, Messeri Inferiore, Messeri Superiore, Molviano, Morge, Nocella, Paduli, Paganoni Inferiore, Paganoni Superiore, Pastinella, Paterno, Penna, Piancarano, Prognuoli, Ruiano), Bellante
- Circondario di Valle Castellana:
Valle Castellana (con le ville di Basto, Capolaterra, Ceraso, Cerquito, Cervino, Cesano, Colle, Coronelle, Corvino, Forcella, Fornisco, Laturo, Leofara, Lepora, Macchia da Borca, Macchia da Sole, Macchia del Conte, Mattere, Olmeto, Pascellata, Piana, Pizzo, Pronisco, Prevenisco, Rio di Lama, San Vito, Serra, Settecerri, Stivigliano, Valle Aquina, Valle Fara, Valle Pezzata, Valunquina, Valzo, Vosci), Rocca Santa Maria (con le ville di Acquarotola, Alvelli, Canili, Castaglione, Cesa, Ciarelli, Colle, Faieta, Fioli, Fiume, Forno, Fustagnano, Licciano, Macchia Santa Lucia, Martese, Martisi, Paranisi, Pomarola, Riano, Rocca Bisegno, San Biagio, Serra, Tavolero, Tevere),
- Circondario di Montorio:
Montorio (con le ville di Altavilla, Brozzi, Campo, Case Varnesi, Colledonico e Torrito, Collevecchio, Faiano e Luco, Schiaviano, Villa Vallucci), Cortino in Roseto (con le ville di Agnova, Altovia, Caiano, Casagreca, Comignano, Elice, Lame, Macchia Tornella, Padula, Pagliaroli, Pezzella, Piano Fiumato, Servillo, Vallucci, Vernisco), Valle San Giovanni (con le ville di Abetemozzo, Borgo Nuovo, Casanova, Corvacchiaro, Faieto, Faognano, Frunti, Ginepri, Iscarelli, Magliano, Poggio Valle, San Felice, Santo Stefano, Valle Piola, Valle Soprana, Varano), Crognaleto in Roseto (con le ville di Aiello, Alvi, Cervaro, Cesacastina, Figliola, Frattoli, Macchia, Nerito, Piano Vomano 1, Poggiombricchio, San Giorgio, Senarica, Tottea, Valle Vaccaro)
- Circondario di Tossicia:
Tossicia (con le ville di Acquaviva, Alzano, Aquilano, Azzinano, Casanova, Case di Cola, Case di Renzo, Castellaquilano, Chiarino, Colledonico, Corelli, Cusciano, Faiano, Flamignano, Garisciano, Ilii, Morelli, Paduli, Palozza, Pastino, Piandilago, Poggio, Tozzanella, Valleianera), Castiglione della Valle (con le ville di Bascianella, Capodicolle, Carancia, Case Scaricamazze, Case Terramane, Casette, Castel del Petto, Cesaterza, Chiovano, Collattuno, Collecastino da Capo, Collecastino da Piedi, Colledara, Colle Inferiore, Collesuperiore, Leognano, Mercato Vecchio da Capo, Mercato Vecchio da Piedi, Mercato Vecchio di Mezzo, Ornano Grande, Ornano Piccolo, Pantani, Perelle, Peschio, Piane, Piano Vomano 2, Quagliano, Sbarra, Vico, Viinè), Castelli (con le ville di Befaro, Ceriseto, Colledoro, Colli, Palombara, Rossi), Fano Adriano (con la villa di Cerqueto), Isola (con le ville di Acquabona, Attoni, Caldarola, Capsano, Casal San Nicola, Cerchiara, Cesa di Francia, Collalto, Colle, Colliberti, Fano a Corno, Forca di Valle, Forisoni, Frisani, Pacciano, Pagliara, Petrara, Piano, Pretara, San Massimo, San Pietro, Trignano, Varano), Pietra Camela (con le ville di Intermesoli)

Per effetto del Trattato del 15 aprile 1852, tra Papa Pio IX e il Re Ferdinando II, tra il Regno delle Due Sicilie e lo Stato Pontificio vi fu uno scambio di territori:
- Il comune di Ancarano e i villaggi di Villafranca, Vignatico, Valloni, Collegrato, Pietralta, Morrice, Casenuove vennero ceduti al Regno delle Due Sicile.
- I villaggi di Vosci, Forcella e Casa Bianchini, appartenenti in precedenza al circondario di Valle Castellana, passarono allo Stato Pontificio.